# آدم كلايتون باول الأصغر
آدم كلايتون باول الأصغر (بالإنجليزية: Adam Clayton Powell Jr)‏ ـ (29 نوفمبر 1908 ـ 4 أبريل 1972) هو قس معمداني وسياسي أمريكي ديمقراطي.

## النشأة والتعليم
ولد باول عام 1908 في نيو هيفن بولاية كونيتيكت، وهو الطفل الثاني والابن الوحيد لآدم كلايتون باول الأب وماتي باستر شافير، وكلاهما ولد فقيرًا في فرجينيا وويست فرجينيا على التوالي. كانت شقيقته بلانش تكبره بعشر سنوات. كان والداه من عرق مختلط مع أصول أفريقية وأوروبية (ووفقًا لوالده، فإن والدته تنحدر من أصل هندي أمريكي). (في سيرته الشخصية «آدم بقلم آدم»، يقول باول إن والدته كانت جزئيًا من أصل ألماني). صُنفوا هم وأسلافهم على أنهم «مولاتو» في تعداد القرن التاسع عشر. كان أسلاف جدة باول من جهة أبيه أشخاصًا أحرارًا ملونين لأجيال ما قبل الحرب الأهلية. بحلول عام 190، أصبح باول الأب قسيسًا معمدانيًا بارزًا، شغل منصب قس في فيلادلفيا، وقائدًا للكنيسة المعمدانية في نيو هافن.
كان باول الأب قد شق طريقه للخروج من الفقر من خلال معهد ويلاند لتعليم اللاهوت، وهي كلية للسود تاريخيًا، وشهادة الدراسات العليا من جامعة ييل ومدرسة فيرجينيا اللاهوتية. في العام الذي ولد فيه ابنه في نيو هافن، دُعي باول الأب قسًا للكنيسة المعمدانية الحبشية البارزة في حي هارلم بمدينة نيويورك. قاد الكنيسة لعقود من خلال التوسع الكبير، بما في ذلك جمع الأموال وبناء توسعة لاستيعاب الأعضاء المتزايدين للجماعة خلال سنوات الهجرة الكبرى، إذ انتقل العديد من الأمريكيين الأفارقة إلى الشمال من الجنوب. نمت تلك الجماعة إلى مجتمع مكون من عشرة آلاف شخص.
بسبب إنجازات والده، نشأ باول في كنف أسرة ثرية في مدينة نيويورك. بسبب بعض أسلافه الأوروبيين، وُلد آدم حاملًا عيونًا عسلية وبشرة فاتحة وشعرًا أشقر، بحيث يمكن أن يحقق تصنيف الشخص الأبيض. ومع ذلك، لم يتلاعب بهذا الغموض العنصري حتى الكلية. التحق بمدرسة تاونسند هاريس الثانوية، ثم درس في كلية مدينة نيويورك قبل أن يبدأ في جامعة كولجيت طالبًا جديدًا. كان الطلاب الأمريكيون من أصل أفريقي الأربعة الآخرون في كولجيت في ذلك الوقت من الرياضيين. لبعض الوقت، قُبل باول لفترة وجيزة بصفته شخصًا أبيض، مستخدمًا مظهره للهروب من القيود العرقية في الكلية. شعر الطلاب السود الآخرون بخيبة أمل عندما اكتشفوا ما فعله. شجعه والده ليصبح كاهنًا، وأصبح باول أكثر جدية بشأن دراسته في كولجيت، إذ حصل على درجة البكالوريوس في عام 1930. بعد عودته إلى نيويورك، بدأ باول بالدراسة وفي عام 1931 حصل على ماجستير في التربية الدينية من جامعة كولومبيا. أصبح عضوًا في ألفا فاي ألفا، أول أخوية أمريكية من أصل أفريقي بين الكليات تحمل حروفًا يونانية.
لاحقًا، في محاولة على ما يبدو لتعزيز هويته السوداء، قال باول إن أجداده من جهة أبيه ولدوا عبيدًا. ومع ذلك، كانت جدته لأبيه، سالي دانينغ، على الأقل من الجيل الثالث من الأشخاص الأحرار الملونين في عائلتها. في تعداد 1860، أدرِجت على أنها مولتو حرة، وكذلك والدتها وجدتها وإخوتها. لم تُحدد سالي أبدًا والد آدم كلايتون باول الأب، المولود عام 1865. ويبدو أنها سمت ابنها على اسم شقيقها الأكبر آدم دانينغ، المدرج في تعداد 1860 كمزارع ورب الأسرة. في عام 1867، تزوجت سالي دانينغ من أنتوني بوش، وهو رجل مولاتو حر. أدرِج جميع أفراد الأسرة تحت كنية دانينغ في تعداد عام 1870.
غيرت العائلة كنيتها إلى باول عندما انتقلوا إلى مقاطعة كاناوها في فيرجينيا الغربية، كجزء من حياتهم الجديدة هناك. وفقًا لتشارلز ف. هاميلتون، كاتب سيرة باول عام 1991، قرر أنتوني بوش اتخاذ اسم باول بمثابة هوية جديدة، وبهذه الطريقة سُجلت في تعداد 1880.

## عضويته بالكونغرس
كان باول نائبًا بمجلس النواب الأمريكي عن حي هارلم بمدينة نيويورك ما يقرب من ثلاثة عقود (في الفترة من 1945 إلى 1971). وهو أول أفريقي أمريكي يُنتخب لعضوية الكونغرس من نيويورك. تولى سنة 1961 رئاسة لجنة التعليم والعمل بمجلس النواب الأمريكي، وكان هذا أرفع منصب وصل إليه أمريكي أفريقي في الكونغرس حتى ذلك الحين. وقد ساند ـ إبان رئاسته للجنة ـ إصدار عدد من التشريعات المهمة المتعلقة بالحقوق الاجتماعية والمدنية في عهدي الرئيسين جون كنيدي وليندون جونسون.
في سنة 1970 خسر باول مقعده البرلماني، وحل محله فيه سياسي ديمقراطي آخر من أصول أفريقية هو تشارلز رانغل، الذي ظل في هذا المقعد من سنة 1971 إلى سنة 2017.

## التكريم
في سنة 2002، أدرجه البروفيسور موليفي كيتي أسانتي ضمن قائمة أعظم مائة أمريكي أفريقي على مر التاريخ.

## وصلات خارجية
- آدم كلايتون باول الأصغر على موقع IMDb (الإنجليزية)
- آدم كلايتون باول الأصغر على موقع الموسوعة البريطانية (الإنجليزية)
- آدم كلايتون باول الأصغر على موقع ميوزك برينز (الإنجليزية)
- آدم كلايتون باول الأصغر على موقع إن إن دي بي (الإنجليزية)
- آدم كلايتون باول الأصغر على موقع ديسكوغز (الإنجليزية)